# منتخب النمسا لكأس فيد
منتخب النمسا لكأس فيد (بالألمانية: Österreichische Fed-Cup-Mannschaft)‏ هو ممثل النمسا الرسمي في كرة المضرب في كأس فيد.